# Ophthalmotilapia boops
Ophthalmotilapia boops é uma espécie de peixe da família Cichlidae.
Pode ser encontrada nos seguintes países: Tanzânia e Zâmbia.
Os seus habitats naturais são: lagos de água doce.